# Thùy đỉnh
Thùy đỉnh là một trong bốn thùy chính của vỏ đại não trong não của động vật có vú. Thùy đỉnh nằm ở vị trí bên trên thùy thái dương và đằng sau thùy trán và rãnh trung tâm.
Thùy đỉnh xử lý thông tin giác quan theo nhiều cách thức, bao gồm cảm giác về không gian và định hướng, khu vực tiếp nhận giác quan chính cho xúc giác ở vỏ não cảm giác xúc giác, thứ ở ngay sau rãnh trung tâm ở hồi sau trung tâm, và dòng lưng của hệ thị giác. Đầu vào giác quan chủ yếu từ da (cơ quan cảm nhận chạm, nhiệt độ và đau đớn) chuyển tiếp thông qua đồi thị tới thùy đỉnh.
Một số khu vực khác nhau của thùy đỉnh thì quan trọng đối với việc xử lý ngôn ngữ. Vỏ não cảm giác xúc giác có thể được mô tả như là một hình hài méo mó – homunculus, trong đó các phần cơ thể được biểu hiện ra như thế nào dựa vào số lượng vỏ não cảm giác xúc giác dành riêng cho nó.

## Cấu trúc

Hoạt họa. Thùy đỉnh (đỏ) ở bán cầu đại não trái.

Thùy đỉnh được định nghĩa bởi ba ranh giới giảu phẫu: rãnh trung tâm chia tách thùy đỉnh khỏi thùy trán; rãnh đỉnh-chẩm chia tách thùy đỉnh và thùy chẩm; rãnh bên là ranh giới ngoài cùng bên cạnh, chia tách nó với thùy thái dương.

## Chức năng
Thùy đỉnh đóng một vai trò quan trọng trong việc xử lý thông tin giác quan từ những phần khác nhau của cơ thể, kiến thức về các con số và mối quan hệ của chúng, và trong việc thao tác với đồ vật. Chức năng của nó cũng bao gồm xử lý thông tin liên quan đến xúc giác.